# Taraxacum trilobatum
Taraxacum trilobatum — вид квіткових рослин з родини айстрових (Asteraceae). Вид зростає в Європі: Австрія, Естонія, Латвія, Литва, Білорусь, Бельгія, Люксембург, Данія (у т. ч. Фарери), Фінляндія, Франція, Німеччина, Велика Британія, Нідерланди, північноєвропейська частина Росії, Норвегія, Польща, Швеція, Швейцарія; інтродукований до Британської Колумбії; це багаторічна рослина помірних біомів; належить до секції Taraxacum.